# Lusina (Kraków)
Lusina – nazwa jednego z obszarów południowego Krakowa. Większość terenów ujętych tą nazwą wchodzi w skład Dzielnicy X Swoszowice i obejmuje fragmenty Wróblowic, Swoszowic a także 70 hektarów nieużytków odłączonych 1 stycznia 1973 wsi Lusina.